# Hajdúböszörmény

A város történelmi címere

Bodaszőlő címere

Hajdúböszörmény város Hajdú-Bihar vármegyében; a Hajdúböszörményi járás székhelye. A megyeszékhely után a megye második legnépesebb települése, területi kiterjedés szerint pedig az egész országban a negyedik legnagyobb. A Hajdúság tájegységnek a legnagyobb települése, nevezik a „hajdúk fővárosának” is.

## Fekvése, földrajza
Hajdúböszörmény mai nagy kiterjedésű határával együtt az Alföld, közelebbről a Tiszántúl egyik jellegzetes települése, olyan város a Nyírség és a Hajdúság találkozásánál, amely megjelenésében ma is hordozza történetiségét. Határa észak felől Hajdúnánással és Hajdúdoroggal, északkelet felől Téglással, kelet felől Hajdúhadházzal, dél felől Józsával, nyugat felől Balmazújvárossal, északnyugat felől pedig Görbeházával érintkezik. Területe 311 négyzetkilométer azaz 31 078 hektár, tehát mintegy 58 000 kataszteri hold; jelenlegi nagysága hosszas történeti folyamat eredményeként alakult ki. Fontosabb külterületi lakott helyei: Bodaszőlő, Nagy-Bocskai szőlőskert, Kis-Bocskai szőlőskert, Pród, Rét, Telekföld, Vid, Zelemér.
Hatalmas kiterjedésű területe természetesen nem rendelkezik egyforma talajadottságokkal. A határ keleti részébe benyúlik a Nyírség homokos talaja, nyugaton viszont a feketeföld a jellemző, amelynek egyes részein szikes területek is találhatók. A határ homokos, keleti részén terülnek el a város szőlőskertjei, s itt jelentős nagyságú erdő is van, míg a nyugati részén, a Keleti-főcsatornán túl a mélyfekvésű részek, agyagtalaj és szikes területek, vízfolyások, vízállások, gyepterületek és ligeterdős jellemzőek. A város körül a legjobb mezőségi vályogtalaj helyezkedik el, amelyen kimagasló terméseredményeket érnek el.
A határ nyugati részének tengerszint feletti magassága 100-110 méter, míg a keleti felén egyes dombok meghaladják a 160 métert is. A szép számmal található kisebb kiemelkedéseket, domborulatokat a környékbeli népnyelv laponyagnak nevezi. Nagyobb természetes folyóvize nincs, déli és nyugati részen azonban több kisebb vízfolyás található, mint a Zelemér-ér, a Gát-ér, a Brassó-ér, a Döglő-ér vagy a Horgas-ér. A Réten és Nagypród szélén halad kanyargós folyással a Kadarcs, Viden és a őródi legelőn a Vidi-ér, a Süldős-ér, a Dedő-ér és a Szőke-ér.
A város határában ered a Hortobágy folyó is, amely a Rétet és a Bagotát érintve folyik át a balmazújvárosi határba. A Hortobágy mellékvize az ugyancsak itt eredő Hollós-ér. Állóvizei jelentéktelenek, jórészt szikes tavacskák, mint a Kerek-Kaján szik, a Csukás-tó és Ludas-tó. Az egyik ilyen szikes tó mellett Viden régebben környék szerte ismert fürdő működött.

### Megközelítése
Legfontosabb közúti megközelítési útvonala a 35-ös főút, mely a központja déli részén halad át, ezen közelíthető meg Debrecen és Miskolc felől is. A környező települések közül Balmazújvárossal a 3318-as, Hajdúszoboszlóval a 3319-es, Hajdúdoroggal a 3502-es, Hajdúhadházzal a 3507-es, Újfehértóval pedig a 3509-es út köti össze. Hajdúvid és Hajdúhadház között a 3506-os út húzódik, nyugati határszélét pedig érinti még a Balmazújváros-Hajdúnánás közti 3323-as út is. Hajdúvid főutcája a 3502-es útból kiágazó 35 101-es, Bodaszőlőé pedig a 35-ös főútból kiágazó 35 102-es számú mellékút.
Budapest és az ország távolabbi részei felől a leginkább kézenfekvő megközelítési útvonala az M35-ös autópálya, melynek két csomópontja és egy pihenőhelye is van a határai között: a csomópontok egyike a 3318-as út keresztezésénél létesült, a városközponttól alig 3 kilométerre délnyugatra, a másik pedig a nyugati város határszélén, a sztráda és a 3323-as út találkozásánál.
A hazai vasútvonalak közül a MÁV 109-es számú Debrecen–Tiszalök-vasútvonala érinti, amelynek három megállási pontja is van itt. Debrecen felől sorrendben:
- Zelemér megállóhely, a Bodaszőlőre vezető 35 102-es számú mellékút vasúti keresztezése mellett;
- Hajdúböszörmény vasútállomás, a városközponttól keletre, a 3507-es út vasúti keresztezésének déli oldalán; és
- Hajdúvid megállóhely, a névadó településrész belterületének keleti szélén.

### Településszerkezete
Hajdúböszörmény híres, körkörös település-szerkezetét sokáig egyedinek tartották, ma már azonban tudjuk, hogy az ólas-kertesnek, kertesnek vagy kétbeltelkesnek nevezett településtípus nemcsak valamennyi hajdúvárosra jellemző, hanem általában alföldi mezővárosainkra is. E településtípus felfedezése, tudományos bizonyítása Györffy István néprajztudós nevéhez fűződik, s ezt első ízben Hajdúböszörmény esetében írta le.
Az 1782-es várostérkép már a kész, kialakult kétbeltekes városszerkezetet mutatja, amelynek legfőbb jellegzetessége az elliptikus, majdnem kör alakú belső városmag sűrű beépítettsége, amelyet széles sávban ugyancsak körkörös formában kertségi övezet vesz körül. A belső magot nagyjából észak-dél és kelet-nyugat irányban két-két jól felismerhető utca majdnem egyenlő részre osztja, amely a kertségi övezetben is folytatódik. A négy égtáj irányába vezető utca – amelynek Debrecen, Hadház, Balmazújváros és Nánás irányába vezetnek – már a hajdúk idetelepülése előtt is megvoltak. Ezt bizonyítja az is, hogy az 1580-as dézsmajegyzék a város négy utcáját említi, az Erdő utcát, a Rác utcát, a Debrecen utcát és az Egyház utcát, amelynek alapján ma is jól rekonstruálható a várost ma is negyedelő négy főútvonal, a Kossuth utca, Petőfi utca, az Újvárosi utca és a Nánási utca, amelynek szerepét azonban a Dorogi út vette át.
Ezenkívül a belső városmagban íves vonalvezetésű utcák találhatók, amelyek a város térbeli központját megközelítőleg körkörösen veszik körül, amelyek keletkezése összefüggésbe hozható a város térbeli növekedésével. Mindez azt bizonyítja, hogy a négy keresztutca által negyedelt település szerkezete már a hajdúkorszak előtt kialakult. Újabban egyértelműen bebizonyosodott, hogy a városa hajdúk idetelepülte előtt (1609) nem volt lakatlan hely, tehát a település-szerkezetet is örökölniük kellett. Kétségtelen azonban, hogy azon katonai szerepüknek megfelelően változtattak, s kettős, katonai-polgár funkcióval látták el. Ennek megfelelően a város szerkezete három tagolást mutat.
Belsejében – akárcsak a hajdúvárosokéban általában – a templomerőd állott, amely ugyan középkori előzményekre megy vissza, de a hajdúkorban kifejezetten védelmi funkciót kapott, s a templomtól különállóan épült. Ilyen őrtorony volt a szalontai csonkatorony, s ilyen volt a hajdúböszörményi református templom tornya is, amely eredetileg külön állt magától a templomtesttől. A toronynak a vigyázó őr számára körös-körül valamikor sétálója volt. A templom szolgált a védők számára utolsó menedékül, ezért lőréses, erős fallal vették körül. A kerítés (erődfal) maga négyszögletű volt, fala kb. egy méter vastag és két és fél méter magas lehetett. Három kapu volt dél, kelet és nyugati irányban, 1791-ben új kaput vágtak rajta észak felé. A régi térképeken látható, hogy a „kerítés” északkeleti sarkán kis bástya állott, amely puskaporos torony is volt. A kerítést és a tornyot a gimnázium építésekor – 1864-ben – elbontották.
A belváros utcái – különösen a kertséghez viszonyítva – rendkívül szűkek, s itt eredetileg csak a lakóházak állottak, hiszen kerített városról volt szó, ahol a védelmi funkció miatt nem kaphattak helyet a nagy kiterjedésű kertek. A belsővárost természetesen megerősítették, árokrendszerrel és palánkkal vették körül, amelyen a négy sugárútnak megfelelően négy kapu vezetett Dorog-Nánás, Hadház, Debrecen és Újváros irányába. A palánk „hajdúpalánk” karbantartása és a kapuk őrzése rendkívül fontos volt, annak esetleges elhanyagolását szigorúan büntették. Az árokrendszer mellett, amely körkörösen vette körül a várost, alakult ki az árokalja, amely mintegy átmenetet képzett, kertségi övezet és a belváros között.
Árkon túli kertségi övezetnek ugyanis kettős funkciója volt. Egyrészt gazdasági, mert itt tartották az állatokat, ez volt a mezőgazdasági munkák színtere, s esetleg veteményes veteményeskerteknek is helyt adott. Eredetileg itt lakóházak nem állhattak. Másrészt védelmi, mert a kertségi övezetet is megerősítették, s ez volt a hajdúváros első védelmi övezete. Minden beltelekhez tartozott a kertségi övezetben egy-egy kert, tehát egy-egy hajdúbirtokosnak tulajdonképpen két beltelke volt, ezért is nevezzük ezt a településtípust kétbeltelkesnek, s mivel itt állottak az ólak is, gyakran ólas-kertes településnek.
Az egykori belváros árokrendszere mentén alakult ki az úgynevezett kiskörút, a régi kertség övezetének külső peremén pedig az úgynevezett nagykörút, amely az eredeti városszerkezet külső határát jelentette. A körút túloldalán (új sor) létrejött csatlakozó településtömbök a városszerkezet eredeti szerves fejlődési lehetőségeinek a végét jelentették, amely a századfordulón már teljesen kialakult formát mutat.
A népesség felduzzadása miatt hamarosan benépesültek a városhoz közel fekvő szőlőskertek, nagyrészt a filoxéra pusztítása miatt is. Ugyanerre a sorsra jutottak a gazdáknak kiosztott lucernás- és zaboskertek. Ezek a kertek (Középkert, Vénkert, Zaboskert, Észak- és Déli Lucernás) ma már a belterület szerves részét képezik, de az eredeti település- szerkezettől idegenek.

## Története
A terület az őskor óta lakott. A Hajdúsági Múzeum népvándorláskori leleteket őriznek.
A város határnevei eleven történelemkönyvként tükrözik a környék egykor volt településszerkezetét, a hajdani vízviszonyokat s a hajdúváros határhasználati rendjét. Így például virágzó középkori falvak voltak Vid, Zelemér, Pród és Bagota, de ebbe a körbe sorolható a Hetven és Salamon határnév is. A határhasználat rendjét őrzi a Telekföld, a keleti csordanyomás, a nyugati csordanyomás, s a hajdani vízviszonyokra utal a Gátmegett határnév és a Rét is, amely az árvízrendezés előtt valóban vízjárta terület volt.
Hajdúböszörmény neve a történeti forrásainkban először 1248-ban Nagyböszörmény bukkan fel, természetesen a hajdú előtag nélkül. Első említésénél azonban sokkal régebbi múltra tekinthet vissza, amely tényt a város neve bizonyítja elsősorban. A böszörmény ugyanis a régi magyar nyelvben közszó volt, s muszlim vallású, valószínűen bolgár-török etnikumú népelemet jelentett. Az izmaeliták vagy böszörmények tevékenységét ismerve erősen valószínűsíthető, hogy településünk már a fejedelemség korában, s majd Árpád-házi királyaink alatt fontos kereskedelmi központ lehetett. A Váradi regestrumból ismert, hogy a nyíri izmaeliták egyik faluja pontosan a mai hajdúböszörményi határ területén fekvő Salamon volt. A böszörmények a tatárjárás után tűntek el történelmünk színpadáról, s minden bizonnyal ekkor településünk is elpusztult.
Nemsokára azonban hamarosan újra kellett élednie, mert 1325-ben már számottevő helyként bukkan elénk. Ekkor már heti vására volt. A régi böszörmény lakossága azonban egy elpusztult, vagy pedig beolvadt a többségben lévő magyar és keresztény népességbe. Böszörmény mezővárosi rangját (oppidum) Zsigmond uralkodása alatt (1410) kapta, s e kiváltságolással végérvényesen kiemelkedett a környék jobbágyfalvainak tömegéből. A debreceni uradalom részeként került Böszörmény Zsigmond adományából Brankovics György szerb despota földesuraság alá. A Brankovics birtokok elkobzása után a Hunyadi család tulajdonába került, s a debreceni uradalom részeként a birtokigazgatásban fontos alközpont szerepét töltötte be. Minden jel szerint erre az időre a város híres településszerkezete – amelynek alapján két keresztutca képezi – már lényeges vonásaiban kialakult.
A hajdú előtagot a város a hajdúkról kapta, akik támogatták Bocskai István szabadságharcát. Bocskai nekik adományozta Kálló várost, ahol azonban nem tudtak letelepedni. 1609-ben Báthory Gábor Böszörményben telepítette le a hajdúkat, ők hozták létre a Hajdúkerületet a hat hajdúvárossal, amelynek Hajdúböszörmény lett a székhelye. Ez közigazgatási egységként 1876-ig állt fenn, ekkor alakult meg Hajdú vármegye.
Az első világháborúból sok hajdúböszörményi lakos vette ki a részét, jelentős számban vonultak be katonának, főleg a 39. és a 3. honvéd gyalogezredbe. 883 böszörményi katona áldozta az életet a hazájáért.
1919. április 26-án a román hadsereg egységei bevonultak a városba és közel egy évig állomásoztak Böszörményben.
A város a második világháborúban sokat szenvedett, főleg abban az időszakban, amikor a „szövetséges” (az akkori Magyarország szempontjából valójában ellenséges) erők gépei bombázták a Csordalegelőn létesített repülőteret is.

### Címere
Hajdúböszörmény, az egykori kiváltságolt Hajdúkerület központja nem szerepel Bocskai István kiváltságlevelében, amelyben az erdélyi fejedelem földdel és nemesi szabadságjogokkal ruházta fel azt a 9254 hajdúvitézt, akik a szabadságharcot (1604–1606) győzelemre vitték. Az 1605. dec. 12-én kiállított kiváltságlevelében szerepel viszont Kálló városa, amely végül nem lett hajdúváros. Böszörménybe ugyanis Bocskai hajdúvitézei a Báthory Gáborral történt egyezmény után 1609-ben telepedtek le.
A címerképe gyakorlatilag azonos a hajdúk közös címerével. Égszínkék alapú, tojásdad pajzson nyakát fejére tekető sárkánykígyó látható hasán vörös kereszttel. Ez a motívum – az adománylevél szavai szerint – Bocskai és a hajdúk szövetségére utal, a sárkánykígyót a fejedelem ugyanis saját nemzetiségi címeréből ajándékozta a hajdúvitézeknek, s végső fokon a Báthory címer motívumára vezethető vissza.
A címert a város egészen 1944-ig hivatalosan is használta pecsétnyomóin, s bár az 1970-es években azt felelőtlen módon megváltoztatták, újabban hivatalosan is visszaállították jogaiba. A címer legrégibb, színesen megfestett ábrázolása 1793-ból való, s eredetileg a Bocskai téri református templom kazettás mennyezetét díszítette, ma pedig a templom falán található. Ugyancsak 18. századi az a nagyméretű festett címer is, amely a Hajdúsági Múzeum tulajdona.

## Közélete

### Polgármesterei
| Időszak   | Polgármester          | Párt                         |
| --------- | --------------------- | ---------------------------- |
| 1990–1994 | Dr. Lázár Imre        | MDF                          |
| 1994–1998 | Dr. Lázár Imre        | MDF-KDNP-Pofosz              |
| 1998–2002 | Dr. Lázár Imre        | FKgP-KDNP-MDF                |
| 2002–2006 | Kathiné Juhász Ildikó | Összefogás Városunk Lakóiért |
| 2006–2010 | Kiss Attila           | Polgári Szövetség            |
| 2010–2014 | Kiss Attila           | Fidesz                       |
| 2014–2019 | Kiss Attila           | Fidesz-KDNP                  |
| 2019–2024 | Kiss Attila           | Fidesz-KDNP                  |
| 2024–     | Göröghné Bocskai Éva  | BHO Egyesület                |

### A 2024-es önkormányzati választás eredménye
- A polgármester-választás eredménye[14]

| Jelölt neve          | Jelölő szervezet(ek) | Jelölő szervezet(ek) | Szavazatok száma | Szavazatok aránya |
| -------------------- | -------------------- | -------------------- | ---------------- | ----------------- |
| Göröghné Bocskai Éva |                      | BHO Egyesület        | 6300             | 48,87%            |
| Kiss Attila          |                      | Fidesz – KDNP        | 5668             | 43,97%            |
| Kiss Sándor          |                      | Független            | 923              | 7,16%             |
| Összesen             |                      |                      | 7921             | 100%              |

- A képviselőtestület-választás eredménye[15]

| Párt | Párt                            | Mandátumok | Képviselő-testület | Képviselő-testület | Képviselő-testület | Képviselő-testület | Képviselő-testület | Képviselő-testület | Képviselő-testület | Képviselő-testület | Képviselő-testület | Képviselő-testület | Képviselő-testület |
| ---- | ------------------------------- | ---------- | ------------------ | ------------------ | ------------------ | ------------------ | ------------------ | ------------------ | ------------------ | ------------------ | ------------------ | ------------------ | ------------------ |
|      | BHO Egyesület                   | 7          | P                  |                    |                    |                    |                    |                    |                    |                    |                    |                    |                    |
|      | Fidesz – KDNP                   | 6          |                    |                    |                    |                    |                    |                    |                    |                    |                    |                    |                    |
|      | Mi Hazánk                       | 1          |                    |                    |                    |                    |                    |                    |                    |                    |                    |                    |                    |
|      | Civilek a Lakóhelyért Egyesület | 1          |                    |                    |                    |                    |                    |                    |                    |                    |                    |                    |                    |

## Népesség

### Népességváltozás
A népességének változása: [forrás?]
- 1900-ban – 25 070 fő
- 1910-ben – 28 159 fő
- 1920-ban – 28 706 fő
- 1930-ban – 28 725 fő
- 1949-ben – 30 315 fő
- 1985-ben – 31 546 fő
- 1990-ben – 30 823 fő
- 1996-ban – 31 360 fő
- 2001-ben – 32 208 fő
- 2010-ben – 31 620 fő
- 2017-ben – 30 717 fő
- 2022-ben – 31 045 fő

| Lakosok száma | 32 177 | 30 823 | 31 993 | 31 725 | 30 267 | 30 117 | 29 962 | 29 374 | 29 574 | 29 310 |
|               | 1980   | 1990   | 2001   | 2011   | 2019   | 2020   | 2021   | 2022   | 2023   | 2024   |

### Etnikumok
2001-ben a város lakosságának 99%-a magyar, 1%-a cigány nemzetiségűnek vallotta magát.
A 2011-es népszámlálás során a lakosok 85,8%-a magyarnak, 2,2% cigánynak, 0,2% németnek mondta magát (14,1% nem nyilatkozott; a kettős identitások miatt a végösszeg nagyobb lehet 100%-nál).
2022-ben a lakosság 92,2%-a vallotta magát magyarnak, 3% cigánynak, 0,2% németnek, 0,1% ukránnak, 0,1% románnak, 2,2% egyéb, nem hazai nemzetiségűnek (7,7% nem nyilatkozott; a kettős identitások miatt a végösszeg nagyobb lehet 100%-nál).

### Vallási megoszlás
2011-ben a vallási megoszlás a következő volt: római katolikus 4%, református 26,8%, görögkatolikus 4,5%, felekezeten kívüli 36,6% (25,7% nem válaszolt).
2022-ben vallásuk szerint 23,8% volt református, 4,7% görög katolikus, 3% római katolikus, 1,8% egyéb keresztény, 0,1% evangélikus, 30,7% felekezeten kívüli (35,6% nem válaszolt).

## Nevezetességei

### A Hajdúkerületi székház (Kossuth u. 1.)
A legújabb történeti kutatások eredményeként ma már pontosan tudjuk az épület belső termeinek, folyosóinak funkcióit. A műemlékileg legértékesebb részben a Hajdúsági Múzeum állandó régészeti, néprajzi, művészeti és történeti kiállítása látható. A Bocskai téri részben a városi bíróság működik. Magát az épületet három fázisban építették, bővítették funkciójának, illetve a pénzügyi keretet szabta határnak megfelelően. A közelmúltban a teljes műemléki felújítás régi pompájában állította vissza az épületet. Maga a ház a múzeum egyik legbecsesebb és legféltettebb műtárgya is egyben. Belépve az épületbe boltíve, árkádos, rendkívül hangulatos, a valamikori „kocsibejárónál” a kapualjnál állunk meg. Mint említettük a Kerületház több fázisban épült. Az első 1762-65 között (hossztengelye a Bocskai térre néz) Jenovai János debreceni kőműves mester terve és kivitelezése alapján készült el. Ezen épületszárny alatt egy négy cellából álló feudális kori pincebörtön volt található, melyet mára statikai okokból betömtek. Az ilyen típusú börtönök, melyben a népballadákból is ismert egyik betyár, Angyal Bandi is raboskodott, az Alföldön igen ritka, Hajdú-Biharban pedig egyedi volt.
A következő építési szakasz, melyet a megnövekedett Hajdúkerületi feladatok is indokoltak, később került sorra. A bővítés tulajdonképpen már 1781-ben felvetődött, de a megvalósításra 1803-ban kerülhetett sor. Ekkor Rachbauer József debreceni építőmesterrel, a kor neves építészével kötöttek szerződést. Az építkezés idején 1805-ben Rachbauer megbetegszik, így a munkálatokat egy egri kőművesmester, Jarabin András veszi át. Az épület második szárnyát 1808augusztusában adták át.
Az épület harmadik építési szakaszát 1867-ben határozták el, mely a mai bírósági szárny (Bocskai tér felé) megépítését, illetve egy új, immár nem pincebörtön megépítését jelentette (A Hajdúkerület utca hossztengelyében). A terveket Balthazár János, hajdúkerületi mérnök készítette, a kivitelezés pedig Vecsey Imre debreceni építész feladata lett. A bővítést és az új szárnyat 1871-ben adták át. A Hajdúkerület megszűnése után (1876) a kerületi székház igen sok funkciót látott el. Működött itt rendőrség, bank, nyomda, tűzoltóság, úri kaszinó, bolt, fiú- és leánykollégium. Mára a múzeum méltó otthona. Az épület falán Széchenyi István születésének 200. évfordulója tiszteletére felavatott emléktáblán többek közt a következő szöveg olvasható: „A Hajdúkerület vendégeként – a Tisza szabályozás ügyeit intézve – e ház falai között időzött gróf Széchenyi István 1845-ben és 1846-ban.”
A 19. századbeli városrendezéskor alakult ki a mai főtér.
Bocskai tér: a várost négy sugárút szelte át; a mai főtéren tulajdonképpen ezek metszésében, kereszteződésében alakult ki. Városunk egyedi település-szerkezete mellett a főtér (mai nevén a Bocskai tér) is igen sajátos jelleggel bír. Jelesül: az alföld egyik legszebb és stílusjegyeit összevetve legegységesebb főterét csodálhatjuk meg. Mielőtt végig sétálunk a tér jeles épületei és szobrai előtt, néhány gondolattal a főtér kialakulásának főbb mozzanatait. A több évszázados fejlődés során elődeink több szempontot és funkciót is figyelembe vettek a tért ölelő épületek, azok „elrendezése” során. Figyelembe vették, hogy a tér váljon városias jellegűvé, itt kerüljenek elhelyezésre a közcélú épületek, a piactartás feltételeit is itt kívánták biztosítani. 1782, illetve 1837-ből származó városrendezési elképzeléseket felidézve láthatjuk, döntő volt a tér egységének esztétikumának megteremtése, funkciójának kialakítása a város hagyományainak figyelembe vétele. A XIX. század elejétől Baltazár János hajdúkerületi mérnök nagyvonalú elképzelései nyomán, melyhez nagyszerű segítőre és partnerre talált Sillye Gábor hajdúkerülti főkapitány személyében, egy sor változás történt a tér arculatán. Tulajdonképpen az 1910-es évekre a főtér a ma is látható látványt nyújtotta. E néhány gondolat után induljunk el első sétánkra. A Bocskai tér egyik meghatározó épülete volt a Hajdúkerülti székház, amely a városi bíróságnak, illetve a Hajdúsági Múzeumnak ad otthont. maga az épület a megye legrégibb középülete.

### További látnivalók

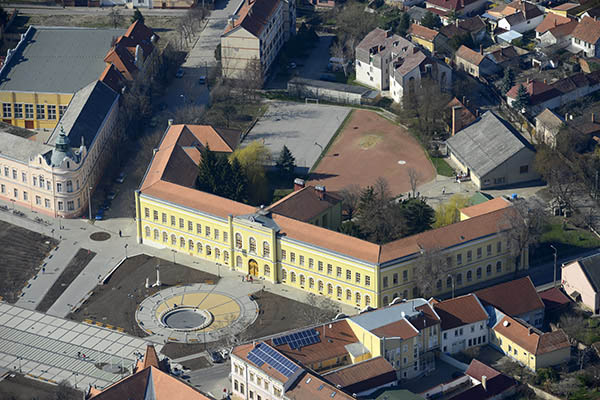
Hajdúböszörmény, Bocskai István Gimnázium légifotón

- Hajdúsági Múzeum (egykori Hajdú kerületi székház): A XIX. század legvégétől országosan is egy sor múzeumot alapítottak, illetve elkezdték azok szervezését. Rómer Flóris javaslatára, mely városi múzeumok létrehozására irányult, gyűjtőkörök ajánlásával gyorsult fel ez folyamat. Városunkban már ezt megelőzően is folyt a gyűjtőmunka. Egy 1871-es adat szerint például a Múzeumi Egylet részére – melyet iskolai szertárként értelmezhetünk – Múzeumi Alapot, azaz pénzügyi fedezetet hoztak létre. Tanárok, diákok végezték a gyűjtést. Természetesen ez csak közvetett módon szolgálta a múzeumi gondolat városi megvalósítását. Hajdúböszörményben a Városi Múzeum megalapítása 1924-ben történt meg. A létrehozásában elévülhetetlen érdemei voltak az alapító, H. Fekete Péter polgári leányiskolai igazgatónak. A múzeum anyagának gerincét néprajzi, régészeti és történeti anyagok adták. A város képviselő-testülete, illetve polgármestere támogatásáról biztosította az új intézményt, és 1928 áprilisától közgyűlési határozattal éves költségvetést, kinevezett igazgatót, valamint állandó helyiséget biztosított a testület a múzeum működéséhez. Ekkortól tehát folyamatosan és rendszerezett gyűjtő- és feldolgozó munka indult meg, mely mára a Hajdúsági Múzeumot (ezt a nevet 1951-től viseli az intézmény) méltán tette nemzetközileg is számontartott és elismert intézménnyé. Az 1951-es névfelvétel egyben a múzeum állandó kiállításának megnyitását is jelentette (1951. június 17.), mely felölelte a hajdúság történetét, néprajzát, régészeti emlékeit. Ezt később – az újabb kutatások eredményeivel kiegészítve – gazdag tárgyi bemutató, állandó kiállítás követte (1966–1985). A mostani immár harmadik állandó kiállítás reprezentálja azt a tudományos kutató és feldolgozó munkát, melyet a múzeum szakemberei az elmúlt időszakban végeztek. Maga a bemutatott anyag – régészeti, helytörténeti, néprajzi művészeti vonatkozásokban gazdag tárgyi anyaggal mutatják be a Hajdúság történetét. A kiállítást az emeleti részekben tekinthetik meg, s mielőtt felérnek a lépcsőn, egy-egy mell- és egész alakos szoborral találkoznak. A Hajdúsági Múzeum, a Hajdúkerület volt székháza kapualjában, karcsú oszlopon impozáns bronz férfifej: Báthori Gábor (1589–1613) erdélyi fejedelem arcmása, Fekete Tamás szobrászművész alkotása. A kállói hajdúkat Böszörmény birtokára telepítő fejedelemnek állított emléket a hálás utókor. Az ecsedi és somlyai Báthory családok örököse a 18 éves „Gábris vitéz” a hajdúk segítségével szerezte meg a trónját, hogy megcsalatva ugyanezek végezzenek majd vele alig 25 évesen Nagy lélek volt. A nagyratörő álmokat szövő ifjú fejedelem belső politikája és magatartása ellenkezést váltott ki, katonai kalandjai pedig veszélybe sodorták Erdélyt. Tudomásunk szerint, ez az egyetlen Báthory Gábor arcmását őrző szobor Magyarországon és Erdélyben. Készült és avatták 1991. szeptember 13-án, a Város napján. A múzeum lépcsőfordulójában áll Konyorcsik János szobrászművész háromnegyedes életnagyságú Hajdúkatona című szobra, melyet 1976-ban avattak. A műemlék épületben, a Hajdúkerület volt székházában elhelyezett műalkotással a katonáskodó, a hajdúszabadságért oly sokat küzdő ősöknek állít emléket a város, az utókor. A mű puritánság, paraszti keménység – a jobbágy sorsból kiemelkedő –, de a feudális állam kereteiből kitagadott szabadhajdúk szimbóluma. Egy olyan társadalmi rétegé, amelynek kiirtásáról országgyűlési határozatok szólnak. A szobor egyrészt a ruházat- és fegyverviselet dolgában hiteles, másrészt sugallt eszmeisége összhangban van az épület történelmi légkörével.[5]
- Káplár Ház – Káplár Miklós festményeinek gyűjteményével ismertet meg[19]
- A Sillye Gábor Művelődési Központ az egyik alapbázisa a város közművelődésének, impozáns, 400 személyes színháztermébe rendszeresen tartanak előadásokat, zenei rendezvényeket, szórakoztató és folklór műsorokat valamennyi korosztály számára. Az intézmény emeleti galériájában és kiállítótermében rendszeresen ad otthont a különböző képzőművészeti ágak hazai és külföldi képviselőinek. A földszinten állandó kiállítás keretében mutatkoznak be a Böszörményben élő és alkotó képzőművészek. Az intézményben közel száz öntevékeny csoport működik, melyek közül több országos minősítéssel is rendelkezik (például a fúvószenekar, énekkar, népi táncosok, színjátszók stb.)[5]
- Bocskai téri Református Templom: 15. századi eredetű, barokk tornyos és festett kazettás mennyezetű. Gerster Károly építette át 1850–1867 közt, majd 1880–82-ben építették át (romantikus) stílusban Czieger Győző tervei alapján. Falán a város címere látható.[20] A templom alapját az Árpád-házi királyok idején lerakhatták. 1681-ben leégett, újjáépítették. A XVI. század második felében a város lakossága csatlakozott a reformációhoz, így a templom református lett. Orgonája az ország negyedik legnagyobb Angster- típusú hangszere, mely 3 manuális, 47 regiszteres.[21]
- Kálvin téri Református Templom: Böszörmény másik, monumentális református temploma, amely a 19. század végén, a késő eklektika stílusában épült. Városképi szempontból is jelentős, falai között aktív hitélet folyik.[22]
- Kálvineum épülete
- Bocskai István Gimnázium (Hajdúböszörmény): Romantikus stílusú épület, melynek helyén álló „oskolában” már 1621-ben tanítás folyt, a debreceni Református Kollégium partikulájaként. A városképet ma is meghatározó, egyemeletes, széles homlokzatú épület Vecsey Imre debreceni építész tervei alapján épült 1864-ben.
- Táncoló hajdúk szobra (Bocskai tér) Kiss István szobrászművész hétalakos szoborcsoportja az együtt táncoló hajdúvitézeket ábrázolja. Számuk jelképes: a hét hajdúvárost testesítik meg: Böszörmény, Polgár, Szoboszló, Dorog, Hadház, Nánás, Vámospércs.
- Bocskai szobor: Holló Barnabás szobrászművész alkotása, melyet 1907-ben emeltek. A kétalakos kompozíció, a mintegy négyhektáros tér mértani középpontjában áll.[5]
- Bocskai Gyógyfürdő
- Trianon-emlékmű
- Testvérvárosi sétány: Hajdúböszörmény tizenegy testvérvárosát jelképező tömb, mutatja a települések elhelyezkedését és távolságát, mely a városokkal való kapcsolatát jelképezi.
- Hajdúböszörményi Tájházak: A népi építészet emlékeit őrzi az öt alföldi lakóházból álló épületegyüttes. A házak a 18. század vége és a 19. század közepe között épültek és napjainkban is hűen reprezentálják a korabeli életmódod és a népi építészet szerves összetartozását.
- Maghy Zoltán emlékház: A város festőjének, Maghy Zoltánnak a munkásságára egy újonnan nyílt galéria emlékezteti az érdeklődőket. A galéria Maghy Zoltán szülő és lakóházában működik. Egy szoba a festőművész állandó kiállításával, a festőművész használati tárgyainak egy részével várja az érdeklődőket.
- Zeleméri csonkatorony: a város legrégibb emlékműve, írásos formában a pápai tizedjegyzék említi 1332-ben. Maga a templomrom egy neolitkori mesterséges halmon áll. A város nevezetes épületeinek sorát gazdagítja. 2014-ben szintén felújították.
- Kopjafás temető: Csónakos fejfás temető, 19. századi jellegzetes hajdúböszörményi sírjelek, a csónak alakú fejfák láthatóak. Protestáns temetőinkben nyugvó elhunytak jelölésére szolgált a fából faragott, bárdolt fejfa, mely méretével, díszítésével, formájával utalt az elhunyt korára, nemére és vagyoni helyzetére.
- Népi Hajdúház: a műemlék épület jellegzetes böszörményi típusú hajdúház. Hatalmas méretével, vaskos falaival, különleges kialakítású tornácával kiemelkedik a népi lakóházak közül. Egykori tulajdonosai feltehetően a módosabb paraszti rétegbe tartozhattak, akik már az 1800-as évek elején megengedhették ekkora méretű vályogból készült lakóház építését. A tornác oszlopainak megformálása mára a kisnemesi kúriák építési színvonalát idézi.
- Művészeti Megálló és Galéria: Helyi művészek alkotásaiból álló kiállítás.
- Magyar szürkebika szobor: Szürkemarha-szobor jelképe a hajdúknak, mely az élő történelem egy darabja.
- Millecentenáriumi emlékmű: Horváth Tibor szobrászművész alkotása, a honfoglalás 1100. évfordulójára emelte a város lakossága
- Őseink szoborcsoport: Kosina László alkotása, melyet 2009-ben a hajdúk Böszörménybe telepítésének 400. évfordulója alkalmából adtak át.
- Dávid és Góliát Szobor: a Góliát fej krómacél. A figurális szobor témája a több évezredes Dávid és Góliát harc variációja. A bibliai történet hűen követi a zsarnoksággal szembeszálló fiatalok 1956-os küzdelmét. Az állig felfegyverzett, filiszteus Góliát megszégyenül a fegyvertelen pásztorfiúval szemben
- I. világháborús emlékmű, Gách István szobrászművész alkotása. Hajdúböszörmény közel kétezer hősi halottjának emléket állító szoborkompozíció.
- II. világháborús emlékmű, az ország egyik legszebb emlékműve. A bazaltkockából kirakott nagyméretű Európa stilizált térképe fölött egy életnagyságnál másfélszer nagyobb fátyolos nőalak virágot tart a kezében.
- Aradi 13 vértanú emlékmű, az aradi 13 vértanú tiszteletére állított emlékmű.
- Bocskai 17. huszárezred emlékműve, Az 1848-49-es szabadságharc 150. évfordulójának tiszteletére állították fel a szobrot, mely Varga Éva szobrászművész alkotása.
- Csokonai Vitéz Mihály emléktábla, Csokonai Vitéz Mihály tiszteletére állított márványtábla. Az emlékmű a Bocskai István Általános Iskola falán található (Bocskai tér).
- Dr. Molnár István márványtábla, A márványtábla Dr. Molnár Istvánnak állít emléket.
- Emlékmű a II. világháborúban hősi halált halt román katonáknak, az emlékmű a II. világháborúban hősi halált halt román katonáknak állít emléket. Az emlékmű rövid leírása: Márvánnyal borított beton talapzat és obeliszk. Az obeliszk alsó részén katonafej dombormű, felső harmadában román címer található.
- Emlékmű a II. világháborúban hősi halált halt szovjet katonáknak, Emlékmű a II. világháborúban hősi halált halt szovjet katonáknak. Műkővel borított vasbeton talapzat és obeliszk. Az obeliszk talapzati részén márványtáblák találhatók.
- Gróf Széchenyi István bronztábla, A bronztábla gróf Széchenyi Istvánnak állít emléket. A tábla a Hajdúsági Múzeum Kossuth utcai homlokzatán található.
- Gróf Széchenyi István emléktábla, Az emléktábla gróf Széchenyi Istvánnak állít emléket, a Széchenyi István Mezőgazdasági Szakképző Iskola és Kollégium falán található.
- Kampler Kálmán márványtábla, Márványtábla Kampler Kálmán emlékére készült. A tábla a hajdúböszörményi Óvóképző Főiskola Désány István utca felőli oldalán található.
- Káplár Miklós márványtábla, Márványtábla Káplár Miklós festő tiszteletére. A tábla a hajdúböszörményi Káplár Miklós emlékház épületének falán található a Hortobágy utcán.
- Kerámiából készült relief a szépség, rend, fegyelem harmóniájának ábrázolására, A relief a Bocskai tér 2. szám (Könyvtár) homlokzatán található. Garányi József alkotása 1979 januárjában avatták.
- Király Jenő emléktábla, Emléktábla Király Jenő festő tiszteletére.
- Losonczy Géza márványtábla, A márványtábla Losonczy Géze tiszteletére készült.
- Maghy Zoltán márványtábla, Márványtábla Maghy Zoltán festő emlékére.
- Márványtábla Baltazár Dezső református püspök tiszteletére, Márványtábla Baltazár Dezső református püspök tiszteletére.
- Márványtábla Baross Gábor "Vasminiszter" emlékére, Márványtábla Baross Gábor "Vasminiszter" emlékére. A felső kisebb tábla bronzból készült a Vasminiszter felirattal. A tábla a hajdúböszörményi vasútállomás épületének falán található.
- Nagy István síremléke, A hajdúböszörményi református egyház pap-költőjének síremléke.
- Pálnagy Zsigmond márványtábla, Márványtábla Pálnagy Zsigmond festő tiszteletére.
- Petőfi Sándor márványtábla, Márványtábla Petőfi Sándor emlékére. A tábla a Polgármesteri Hivatal Petőfi utcai homlokzatán található.
- Petőfi-ház, A város középpontjában lévő, modern, hangulatos konferenciaterem, amely bálok, lakodalmak, konferenciák lebonyolítására egyaránt alkalmas.
- Petőfi-ház márványtábla, A márványtábla az egykori Tisza-ház építésének és a felújításának állít emléket.
- Román sírkert, Az emlékmű a II. világháborúban hősi halált halt román katonáknak állít emléket. Az emlékmű maga egy bronzból készült 240 cm magas 130 cm átmérőjű lángcsóva.
- Sillye Gábor emléktábla, Emléktábla Sillye Gábor hajdúkerületi főkapitány tiszteletére.
- Városháza, késő eklektikus stílusban, Dobay Károly tervei alapján épült 1907-ben, s a régi vármegyeház formai hagyományait követi. Az épületet árkádsorral díszített lépcsőfordulójában márványtáblába vésve az első világháborúban elesett hajdúböszörményiek neve olvasható. A Báthory-terem kazettás mennyezetén pedig a hajdúvárosok nevei és címerei láthatók.
- Weszprémy utcai márványtábla, az emlékmű az 1956-os eseményeknek állít emléket.

## Oktatás

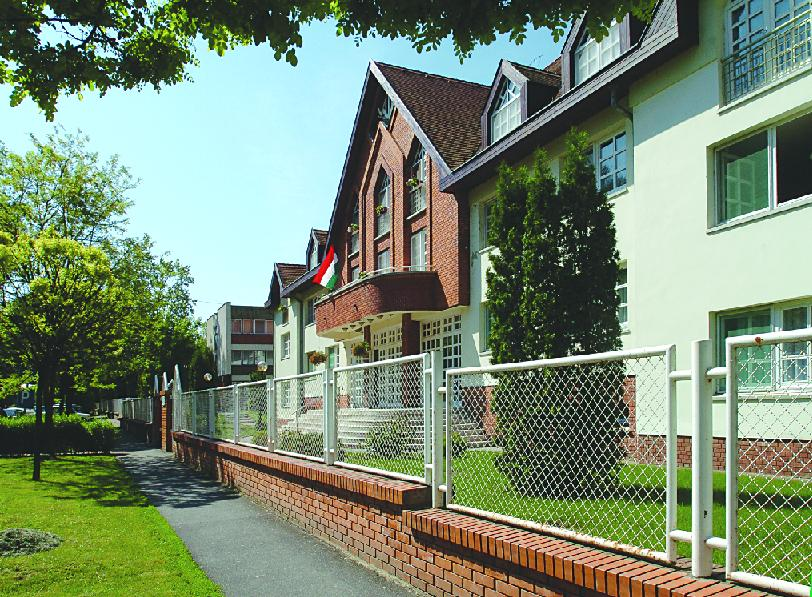
Debreceni Egyetem Gyermeknevelési és Gyógypedagógiai Kar

A város legrégibb középiskolája a Bocskai István Gimnázium.
Közel nyolcvan éve a mezőgazdaság szolgálatában a Széchenyi István Mezőgazdasági és Élelmiszeripari Szakképző Iskola és Kollégium (www.hbmgi.hu)
1969 óta működik a Veress Ferenc Szakgimnázium és Szakközépiskola, amely 2015-től a Berettyóújfalui Szakképzési Centrum tagintézményeként működik.
A város életében fontos szerepet játszik a Napsugár Óvoda, melyben megvalósul az integrált óvodai nevelés továbbá a Csillagvár Óvoda, a Hajdúböszörményi Kincskereső Óvoda, a Debreceni Egyetem Gyakorló Óvodája és a Jó Pásztor Református Óvoda. 

### Egyetem
Debreceni Egyetem – Gyermeknevelési és Gyógypedagógiai Kar:

#### A kar története

##### Jogelőd intézmények
Az 1970-es alapítást követően a Hajdúböszörményi Óvónőképző Intézet 1971. október 15-én kezdte meg működését azon a helyen, ahol jelenleg is működik karunk. A kapunyitástól kezdődően 1974-ig nem önálló intézményként, hanem a Nyíregyházi Tanárképző Főiskola tagozataként jegyezték. A teljes önállóságot története során két alkalommal is megszerezte az óvóképző.
1974-ben kivált a nyíregyházi főiskola intézményi struktúrájából és megkezdte 1986-ig tartó külön életét.
Ezt követően 1986 és 1990 között a felsőoktatás első integrációs hullámában a Debreceni Tanítóképző Főiskola részeként funkcionált. A rendszerváltást követő első évtizedben ismét teljes körűen gyakorolhatta függetlenségét a hajdúsági óvóképzés meghatározó intézménye. 1996-2003 között Wargha István nevét viselte. 2000-ben az egész országra kiterjedő integrációs folyamat részeként a Debreceni Egyetem részévé vált, s a "Debreceni Egyetem Hajdúböszörményi Pedagógiai Főiskolai Kar" nevet viselte több éven át. Az Emberi erőforrás tanácsadó mester szak indításának jogosultságával a kar új nevet kapott. 2009. január 1-jétől a kar neve: Debreceni Egyetem Gyermeknevelési és Felnőttképzési Kar.

##### Az óvodapedagógus-képzés kezdetei
Az 1971. októberi évkezdéskor mindössze 90 hallgatóval, 10 oktatóval és 9 óvónővel indult útjára karunk jogelődje. Ekkor még csak a jelenlegi főépületben és az ún. régi kollégiumban folyt a pedagógiai szakmai munka. Az óvóképző életében elengedhetetlen szerepet játszó gyakorló óvodák rendszere több lépcsőben került kialakításra: az első óvodai épületet már 1972 februárjában átadták, míg a második 1976 októberétől, a harmadik pedig 1980 augusztusától adott helyet a gyakorlati képzésnek.

##### Bővülő képzési kínálat
Az intézmény létrejöttekor csupán az óvodapedagógus (akkori meghatározással: óvónő) képzést tűzte ki célul. Az eltelt évtizedek alatt azonban igyekezett reflektálni azokra a társadalmi és szakmai változásokra, igényekre, melyek elsősorban a rendszerváltást követően befolyásolták a hazai felsőoktatást. Ennek megfelelően 1992-ben szociálpedagógusok képzése kezdődött meg, eleinte az óvodapedagógus – szociálpedagógus szakpár keretében, majd az évtized második felétől már önálló szakként is.
Újabb komoly előrelépés volt a művelődésszervező szak elindítása is 2004-ben, mely csak a szociálpedagógus szakkal együtt volt felvehető. Ez a képzés is népszerűnek bizonyult, így már – igaz más néven – 2006-tól önálló andragógia szakként is jelen van a képzési struktúrában. 2006 más szempontból is komoly változást hozott a kar képzési történetében, hiszen ekkor állt át a magyar felsőoktatás a kétszintű rendszerre (BA/MA), melynek eredményeképpen kialakult alapképzési szakok az alábbiak szerint alakultak: óvodapedagógia, szociálpedagógia, illetve andragógia. A csecsemő- és kisgyermekgondozó képzés pedig, mellyel immár a születéstől az időskorig terjedő ívét adja a képzési repertoár az érdeklődő hallgatóknak.
A képzés további két szintje is megjelent a karon: a felsőfokú szakképzés és a mesterképzés. 2009-ben indult el az első felsőfokú szakképzés (csecsemő- és gyermeknevelő-gondozó), majd még egy új szak is meghirdetésre került, az ifjúságsegítő. 2009-ben indult útjára az emberi erőforrás tanácsadó mesterszak.

##### Tudományos tevékenység, nemzetközi kapcsolatok
Az intézmény több mint három évtizedes története alatt számos tudományos-szakmai tanácskozás, konferencia helyszíne volt, ill. számos kötetet adott ki. A rendezvények közül néhány, a teljesség igénye nélkül:
- 1975: Óvónőképző Intézetek II. Tudományos ülésszaka
- 1985–2000: Nemzetközi Játékpedagógia Fórumok (szám szerint 10)
- 1993: Múzeumpedagógusok kongresszusa
- 1994: Az enyhén fogyatékos gyermekek integrált nevelése
- 1995: A vegyes összetételű óvodai csoportok sajátos pedagógiai feladata
- 1996: Pedagógusok mentálhigiénés konferenciája
- 2001-től: Mese és mítosz konferencia
- 2003-tól: Családpedagógiai konferenciák
- 2008: Szociálpedagógusokat képző intézmények konferenciája
- 2009-től: Óvodapedagógiai Nyári Akadémiák
- 2011: „A XXI. század egészségpedagógiai alternatívái" – Nemzetközi Konferencia

Az elmúlt évtizedben igen jelentős volt karunk részéről a hazai- és nemzetközi pályázatokon való részvétel is. Mindezt a teljesség igénye nélkül az alábbi felsorolás tükrözi.
- Leonardo-projekt I. New Time: Working Towards Equal Opportunities in Europe. Training Module for Social Cre Students. 2000.
- Leonardo-projekt II. Roma gyerekek integrált nevelése. 2000–2002.
- Spiel und Spielzeug in der Lehrerausbildung. ERASMUS. 2000–2004.
- Romológiai ismeretek a pedagógusképzésben. Soros Alapítvány. 2000.
- Az óvodapedagógus vezetői képességének megalapozása és fejlesztése. KOMA 2003.
- Adj esélyt a szociálisan rászoruló rétegek integrálására! HEFOP-2.2.1.
- A felsőoktatás szerkezeti és tartalmi fejlesztése. HEFOP-3.3.1. 2004.
- HURO I-II pályázatok (2010-11.)

A helyben végzett oktatási és tudományos tevékenység mellett az intézmény folyamatosan törekedett nemzetközi szakmai kapcsolatainak szélesítésére is. Rövidebb-hosszabb ideig kapcsolatban állt többek között német (Gotha), észt (Tallin), finn (Siilinjärv), svéd (Malmö), holland (Vlissingen), szlovén (Maribor), romániai (Székelyudvarhely), és ukrajnai (Beregszász) rokon intézetekkel is. Az Erasmus program kapcsán pedig újonnan kerültünk kapcsolatba müncheni, plymouth-i, tallini, coimbrai és krakkói felsőoktatási intézményekkel is, amelyekkel hallgatói és oktatói cserét is bonyolítunk.

## Híres szülöttei
- Sillye Gábor (1817–1894) hajdú főkapitány
- Baltazár Dezső (1871–1936) jogász, református lelkész
- Uzonyi Ferenc (1884–1972) növénypatológus, egyetemi tanár
- Uzonyi György (1885–1967) ügyvéd, országgyűlési képviselő
- Káplár Miklós (1886–1935) festőművész[25]
- Zolnay Mihály (1888–1970) iskolaigazgató
- Csorba Antal (1897–?) magyar ügyvéd, országgyűlési képviselő
- Marschalkó Lajos (1903–1968) író, újságíró, költő
- Maghy Zoltán (1903–1999) festőművész
- Veress Ferenc (1908–1983) feltaláló, költő, festő
- Cséri Lajos (1928–2020) éremművész, szobrász
- Bíró Ferenc (1935–1981) festőművész
- Kövér György (1949–) gazdaság- és társadalomtörténész, az MTA levelező tagja
- Kiss János (1952–) magyar válogatott labdarúgó, a Debreceni VSC volt védője
- Gajdán Zsuzsa (1954–) festőművész
- O. Szabó István (1954–) Jászai Mari-díjas színész
- Horváth Tibor (1958–) szobrászművész
- Varga Mária (1963–) Jászai Mari-díjas színésznő
- Botos Éva (1974–) színésznő, énekesnő
- Kathi Béla (1979–2025) testépítő világbajnok
- Varga Nóra (1985–) jazz-harsona művész
- Hegedűs Nóra (1987–) író
- Áfra János (1987–) költő, szerkesztő, műkritikus
- Iván Szandra (1988–) énekes, zongorista, zeneszerző, dalszövegíró
- Péter Bence (1991–) zongoraművész, zeneszerző, zenei producer
- Nagy Brigitta (1995–) énekes, dalszövegíró
- Balogh Norbert (1996–) magyar válogatott labdarúgó, az APOEL játékosa

## Itt éltek
- 1924-ben itt élt és tanított Gulyás Pál Lajos (Debrecen, 1899. október 27. – Debrecen, 1944. május 13.) magyar költő, tanár.
- Itt nőtt fel Friedrich Ádám (Debrecen, 1937. december 19. – Budapest, 2019. december 8.) kürtművész, a város díszpolgára.
- Itt nőtt fel Fülöp Sándor (Debrecen, 1928. október 17. – Mátészalka, 2012. június 3.) festőművész.

## Képzőművészet

### Hajdúböszörmény festészetéről
A XX. század elején kezdődött az önálló böszörményi festészet kialakulása. A korszak művészettörténetileg értékes, jellegzetes, sajátos, gazdag hagyománya teremtődött meg a táj, az Alföld piktúrájában. Az elmúlt századok művészete egyházművészeti tárgyakon, templombelsők díszítésén jelentkezett, és nem böszörményi művészek munkálkodása révén jött létre. A református templom Szentpéteri József készítette úrvacsora serlege, a görögkatolikus templom Szűts János festette ikonosztázionja, a római katolikus templom Martinelli Antal készítette márványszobrai.
A korábbi századokban nem éltek felsőt, iparművészek, szobrászok, grafikusok a városban. A századfordulót követően azonban gyökeresen megváltozott a helyzet. Termette és vonzotta a város a festőtehetségeket. Volt idő – a harmincas években -, amikor egyszerre hat festőművész dolgozott a városban. Valóságos festőkolónia alakult ki.
A elején – 1909-ben – telepedett a városba az erdélyi származású fiatal rajztanár, Király Jenő. Maga is kitűnő akvarellista lévén – istápolta, művelte a tehetségeket. Majdnem minden e században alkotó művész tanítványa volt, kötődött hozzá, vagy hatása alatt dolgozott, szemléletét követte.
Király Jenő 1885–1958
Sepsiszentgyörgyről elszármazott családba született Kolozsvárott. Nagyváradon járt középiskolába, s a Képzőművészeti Főiskolát 1908-ban végezte el a nagy nevű akvarellfestő, Edvi Illés Aladár irányításával. Böszörményben letelepedve rövid idő alatt irányítója lett a város képzőművészeti életének. Rajztanfolyamokat, köröket szervezett a gimnáziumban, amelynek évtizedeken keresztül tanára volt.
Ő maga 1907-től szerepelt képeivel a Nemzeti Szalon, a Műcsarnok, az Ernst Múzeum kiállításain, Debrecenben, Hajdúböszörményben önálló tárlatokon mutatta be alkotásait. A kitűnő akvarellista szívesen festette a várost, az alföldi tájakat, az erdélyi hegyeket, a Balatont. Volt benne szociális érzékenység, kitűnő kompozícióteremtő készség; a színárnyalatok iránti finom érzék jellemezte a csendes, halk szavú, szelíd, nyugodt művészegyéniséget. Kampler Kálmán, Maghy Zoltán, Pálnagy Zsigmond, Veress Géza, Litkey György útnak indítója, ajánlattal írt Káplár Miklósról. Első emlékkiállítását 1959-ben a Hajdúsági Múzeumban rendezték, amely több munkáját őrzi.
Veress Géza (1899–1970)
Böszörményben született, iskoláit itt végezte. Együtt festegetett Maghy Zoltánnal, Kampler Kálmánnal. A háború után templomi freskókat, ikonosztázionokat festett és sok-sok tájképet a Tisza-mentén és Zemplénben. Számos országos kiállításon vett részt. Gyűjteményes tárlata volt Debrecenben és Hajdúböszörményben a hatvanas években. Művészi hagyatékának, jelentős része megtalálható a Hajdúsági Múzeumban. Testvére, Veress Ferenc a műszaki zseni, a világhírű feltaláló is festett, és több kiállítása volt, köztük Hajdúböszörményben.
Maghy Zoltán (1903–1999)
Hajdúböszörményben született. A gimnáziumban két tanártól kapott életre szóló ismereteket; a polihisztor Molnár Istvántól és a rajztanár, festőművész Király Jenőtől. A főiskolán Glatz Oszkár és Vaszary János tanítványa volt. Képei 1924 óta szerepelnek kiállításokon. A harmincas években a Hortobágyon dolgozik Káplár Miklós és Boromisza Tibor társaságában. Első önálló kiállítását 1926-ban rendezi Hajdúböszörményben. Emellett Debrecenben, Budapesten, Nyíregyházán és más városokban voltak tárlatai. Gyűjteményes kiállítását 1983-ban, életmű kiállítását 1988-ban rendezték meg Hajdúböszörményben. Rendszeres résztvevője az országos kiállításoknak Budapesten, Békéscsabán, Debrecenben, Hódmezővásárhelyen, Hatvanban. Külföldön Japánban, a Szovjetunióban, Lengyelországban, Romániában, a Német Szövetségi Köztársaságban és Franciaországban láthatták munkáit. Képei megtalálhatók a Nemzeti Galériában, a Déri Múzeumban, a Hajdúsági Galériában és magángyűjtőknél Kanadától Ausztráliáig.
Tanulmányúton járt Angliában, Franciaországban, Olaszországban, Szovjetunióban. Tagja a Művészeti Alapnak, a Magyar Képző- és Iparművészek Szövetségének, és alapító tagja a Hajdúsági Nemzetközi Művésztelepnek. 1973-ban és 1981-ben Káplár Miklós-emlékérmet kapott. 1978-ban a Debreceni Országos Nyári Tárlat díját, 1984-ben és 1986-ban a Hatvani Táj- és Arcképbiennálé bronz diplomáját, 1984-ben a Szolnoki Triennálé díját kapta meg. Hajdúböszörmény városáért, és a Bessenyei György-emlékplakett kitüntetések tulajdonosa. A Magyar Köztársaság Érdemrend Kiskeresztjének tulajdonosa. Festményein a hajdúsági táj és az alföldi festészet hagyományőrző jellege uralkodik. Formaadása, dekoratív jellegű színvilága sajátos karakterű festészetet mutat.

## Testvérvárosok
- Beregszász, Ukrajna[26]
- Gyergyóalfalu, Románia[26]
- Harkány, Magyarország[27]
- Kraśnik, Lengyelország[27]
- Montesilvano, Olaszország[27]
- Nagyszalonta, Románia[27]
- Siilinjärvi, Finnország[27]
- Tarbes, Franciaország[27]
- Trau, Horvátország[26]
- Újrónafő, Magyarország[27]
- Valdaj, Oroszország[27]

## Képek

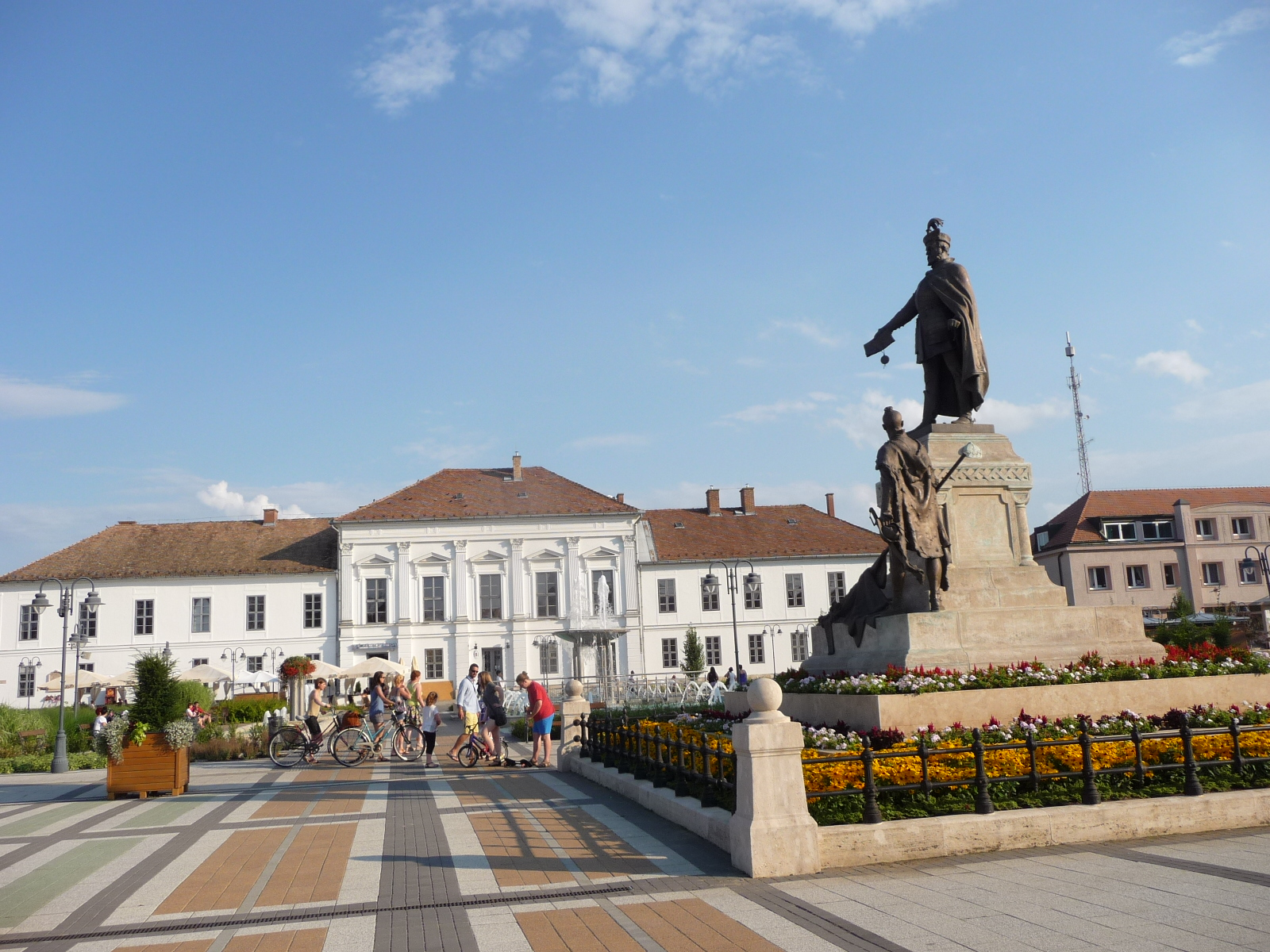
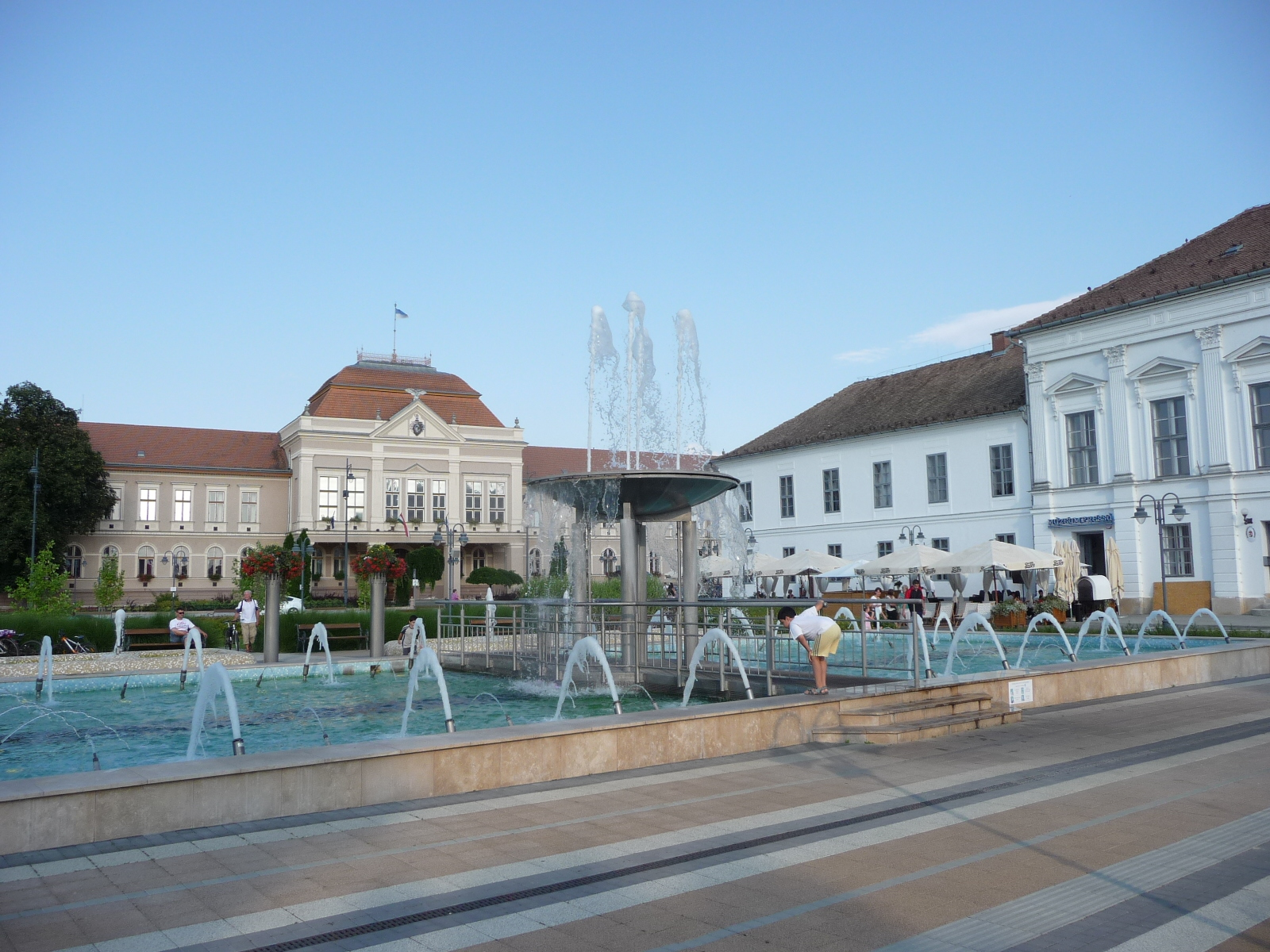
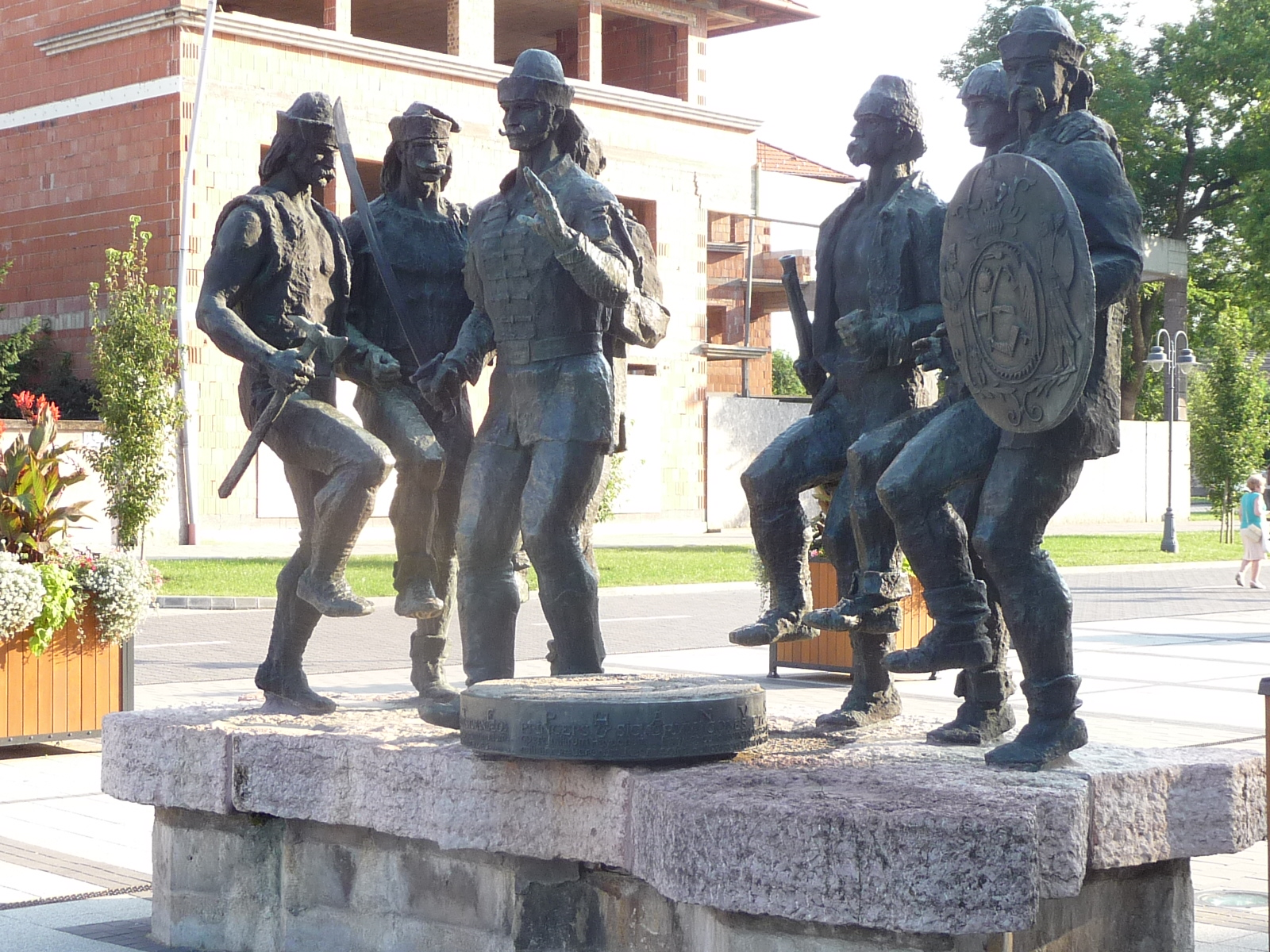
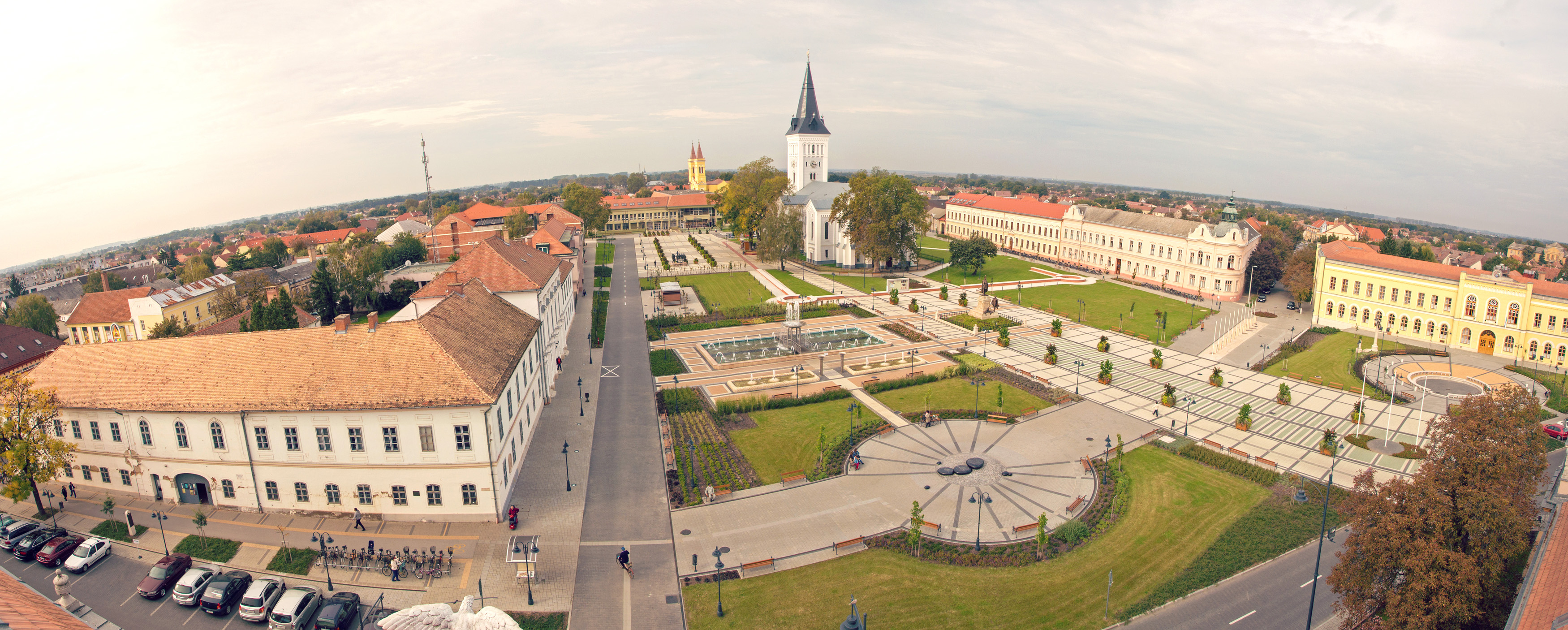